# Marathon van Berlijn 1995
De marathon van Berlijn 1995 werd gelopen op zondag 24 september 1995. Het was de 22e editie van deze marathon. 
Bij de mannen kwam de Keniaan Sammy Lelei als eerste bij de finish aan in 2:07.02, de op een na snelste tijd die ooit op de marathon werd gerealiseerd. De Duitse Uta Pippig ging bij de vrouwen voor de derde maal met de eer strijken, ditmaal in 2:25.37. Zij won eerder in 1990 en 1992.

## Uitslagen

### Mannen
| rang   | naam              | land | tijd    |
| ------ | ----------------- | ---- | ------- |
| Goud   | Sammy Lelei       | KEN  | 2:07.02 |
| Zilver | Vincent Rousseau  | BEL  | 2:07.20 |
| Brons  | António Pinto     | POR  | 2:08.57 |
| 4      | Sam Nyangincha    | KEN  | 2:09.36 |
| 5      | Gilbert Rutto     | KEN  | 2:11.12 |
| 6      | Xolile Yawa       | RSA  | 2:11.56 |
| 7      | Davide Milesi     | ITA  | 2:11.58 |
| 8      | Bruno Leger       | FRA  | 2:12.16 |
| 9      | Vanderlei de Lima | BRA  | 2:13.48 |
| 10     | Carlos Patricio   | POR  | 2:15.28 |
| 11     | William Foster    | ENG  | 2:15.49 |
| 12     | Manuel Pita       | POR  | 2:15.52 |
| 13     | Dube Jillo        | ETH  | 2:15.59 |
| 14     | Steven Spence     | USA  | 2:16.02 |
| 15     | Kipsubei Kosgei   | KEN  | 2:17.59 |

### Vrouwen
| rang   | naam              | land | tijd    |
| ------ | ----------------- | ---- | ------- |
| Goud   | Uta Pippig        | GER  | 2:25.37 |
| Zilver | Angelina Kanana   | KEN  | 2:27.41 |
| Brons  | Rakiya Maraoui    | MAR  | 2:28.17 |
| 4      | Olga Appell       | USA  | 2:29.16 |
| 5      | Maria Curatolo    | ITA  | 2:31.12 |
| 6      | Albertina Machado | POR  | 2:33.04 |
| 7      | Adriana Barbu     | ROU  | 2:34.10 |
| 8      | Suzanne Rigg      | ENG  | 2:34.21 |
| 9      | Helena Javornik   | SLO  | 2:34.29 |
| 10     | Wilma van Onna    | NED  | 2:38.10 |
| 11     | Josefa Cruz       | ESP  | 2:38.35 |
| 12     | Marzanna Helbik   | POL  | 2:40.14 |
| 13     | Mieke Hombergen   | NED  | 2:41.11 |
| 14     | Elzbieta Jarosz   | POL  | 2:41.26 |
| 15     | Elena Uskova      | RUS  | 2:41.26 |

1974 ·
1975 ·
1976 ·
1977 ·
1978 ·
1979 ·
1980 ·
1981 ·
1982 ·
1983 ·
1984 ·
1985 ·
1986 ·
1987 ·
1988 ·
1989 ·
1990 ·
1991 ·
1992 ·
1993 ·
1994 ·
1995 ·
1996 ·
1997 ·
1998 ·
1999 ·
2000 ·
2001 ·
2002 ·
2003 ·
2004 ·
2005 ·
2006 ·
2007 ·
2008 ·
2009 ·
2010 ·
2011 ·
2012 ·
2013 ·
2014 ·
2015 ·
2016 ·
2017 ·
2018